# Янніс Замандурідіс
Янніс Замандурідіс (нім. Jannis Zamanduridis; нар. 18 березня 1966, Хемніц, округ Хемніц, Саксонія, НДР) — німецький борець греко-римського стилю, срібний та бронзовий призер чемпіонатів світу, учасник Олімпійських ігор.

## Життєпис
Боротьбою почав займатися з 1976 року.
Виступав за спортивний клуб «КСВ Келлербах» Пюттлінген, Саар. Тренери — Франц Шмітт (з 1990), Франк Гартманн (з 1982).
Чемпіон Німеччини 1991 і 1993—1996 років, срібний призер 1992 року. Чемпіон НДР 1988 і 1989 років, срібний призер 1985 і 1986 років.

## Спортивні результати на міжнародних змаганнях

### Виступи на Олімпіадах
| Змагання                    | Збірна    | Вагова категорія                 | Місце |
| --------------------------- | --------- | -------------------------------- | ----- |
| Літні Олімпійські ігри 2004 | Німеччина | греко-римська боротьба, до 66 кг | 7     |

### Виступи на Чемпіонатах світу
| Змагання                        | Збірна    | Вагова категорія                 | Місце  |
| ------------------------------- | --------- | -------------------------------- | ------ |
| Чемпіонат світу з боротьби 1990 | Німеччина | греко-римська боротьба, до 68 кг | Срібло |
| Чемпіонат світу з боротьби 1991 | Німеччина | греко-римська боротьба, до 68 кг | 7      |
| Чемпіонат світу з боротьби 1995 | Німеччина | греко-римська боротьба, до 68 кг | Бронза |
| Чемпіонат світу з боротьби 2003 | Німеччина | греко-римська боротьба, до 66 кг | 7      |

### Виступи на Чемпіонатах Європи
| Змагання                         | Збірна    | Вагова категорія                 | Місце |
| -------------------------------- | --------- | -------------------------------- | ----- |
| Чемпіонат Європи з боротьби 1991 | Німеччина | греко-римська боротьба, до 68 кг | 5     |

### Виступи на Кубках світу
| Змагання                    | Збірна    | Вагова категорія                 | Місце |
| --------------------------- | --------- | -------------------------------- | ----- |
| Кубок світу з боротьби 1995 | Німеччина | греко-римська боротьба, до 68 кг | 4     |

### Виступи на інших змаганнях
| Змагання                           | Збірна    | Вагова категорія                 | Місце  |
| ---------------------------------- | --------- | -------------------------------- | ------ |
| Гран-прі Німеччини з боротьби 1985 | НДР       | греко-римська боротьба, до 68 кг | 7      |
| Гран-прі Німеччини з боротьби 1989 | НДР       | греко-римська боротьба, до 68 кг | 7      |
| Гран-прі Німеччини з боротьби 1992 | Німеччина | греко-римська боротьба, до 68 кг | 11     |
| Гран-прі Німеччини з боротьби 1993 | Німеччина | греко-римська боротьба, до 68 кг | Срібло |
| Гран-прі Німеччини з боротьби 1995 | Німеччина | греко-римська боротьба, до 68 кг | Бронза |